# 赤星香一郎
赤星 香一郎（あかほし こういちろう、1965年 -）は、日本の小説家。ミステリーとホラーを融合させた作品を執筆している。福岡県北九州市生まれ。熊本大学工学部卒業。
2009年8月、『虫とりのうた』で第41回メフィスト賞を受賞しデビューした。

## 作品リスト

### 単行本
- 虫とりのうた （2009年8月 講談社ノベルス）
- 赤い蟷螂 （2010年1月 講談社ノベルス）
- 幼虫旅館（2011年3月 講談社ノベルス）

### 雑誌掲載作品
- 白装束の怪人（講談社『メフィスト』2011 VOL.2）

### 電子書籍
Amazon Kindleで販売。
- アルゴリズムの鬼手（2021年4月）
- 再起へのナインボール（2021年6月）